# أرليشيم
مقاطعة أرليشيم هي إحدى المقاطعات الخمس في كانتون بازل، سويسرا، الناطقة بالألمانية إلى حد كبير. عاصمتها مدينة أرليشيم. يبلغ عدد سكانها 151٬156 (حتى 31 ديسمبر 2012).